# Pattimura
Thomas Matulessy, dit Kapitan Pattimura ou simplement Pattimura, né le 8 juin 1783 à Haria (en) (Indes orientales néerlandaises) et mort le 16 décembre 1817 au Fort Nieuw Victoria  (Indes orientales néerlandaises), est un soldat ambonais, chef de file de la rébellion contre les forces néerlandaises à Saparua près d'Ambon dans les Moluques.
Il prit la forteresse néerlandaise et repoussa la force coloniale envoyée contre lui. Le Résident néerlandais de Saparua et sa famille (à l'exception d'un enfant) sont tués. Les Néerlandais envoient des renforts de Batavia (aujourd'hui Jakarta). Les rebelles sont défaits et Pattimura se rend. Le 16 décembre 1817, il est pendu avec trois de ses partisans (Philips Latumahina, Anthoni Rhebok et Said Parintah). 

## Postérité
L'héritage de Pattimura et de sa guerre contre les Néerlandais est revendiqué à la fois par les indépendantistes moluquois et par les autorités indonésiennes,,.  
Par décret du président Soeharto, il est fait héros national d'Indonésie le 6 novembre 1973, en même temps que d'autres figures historiques de la lutte contre le colonialisme néerlandais (Hasanuddin, Tuanku Imam Bonjol (en), Diponegoro, Teungku Chik di Tiro (en) et Teuku Umar (en)). 
L'université publique (en) et l'aéroport international d'Ambon ainsi qu'une classe de navires de la marine indonésienne sont nommés d'après lui. 
En 2011, une rue d'un quartier résidentiel de Wierden, habité majoritairement par des Moluquois, est renommé Pattimurastraat pour commémorer les soixante ans de l'immigration moluquoise aux Pays-Bas (nl),.